# Горбани (Киевская область)

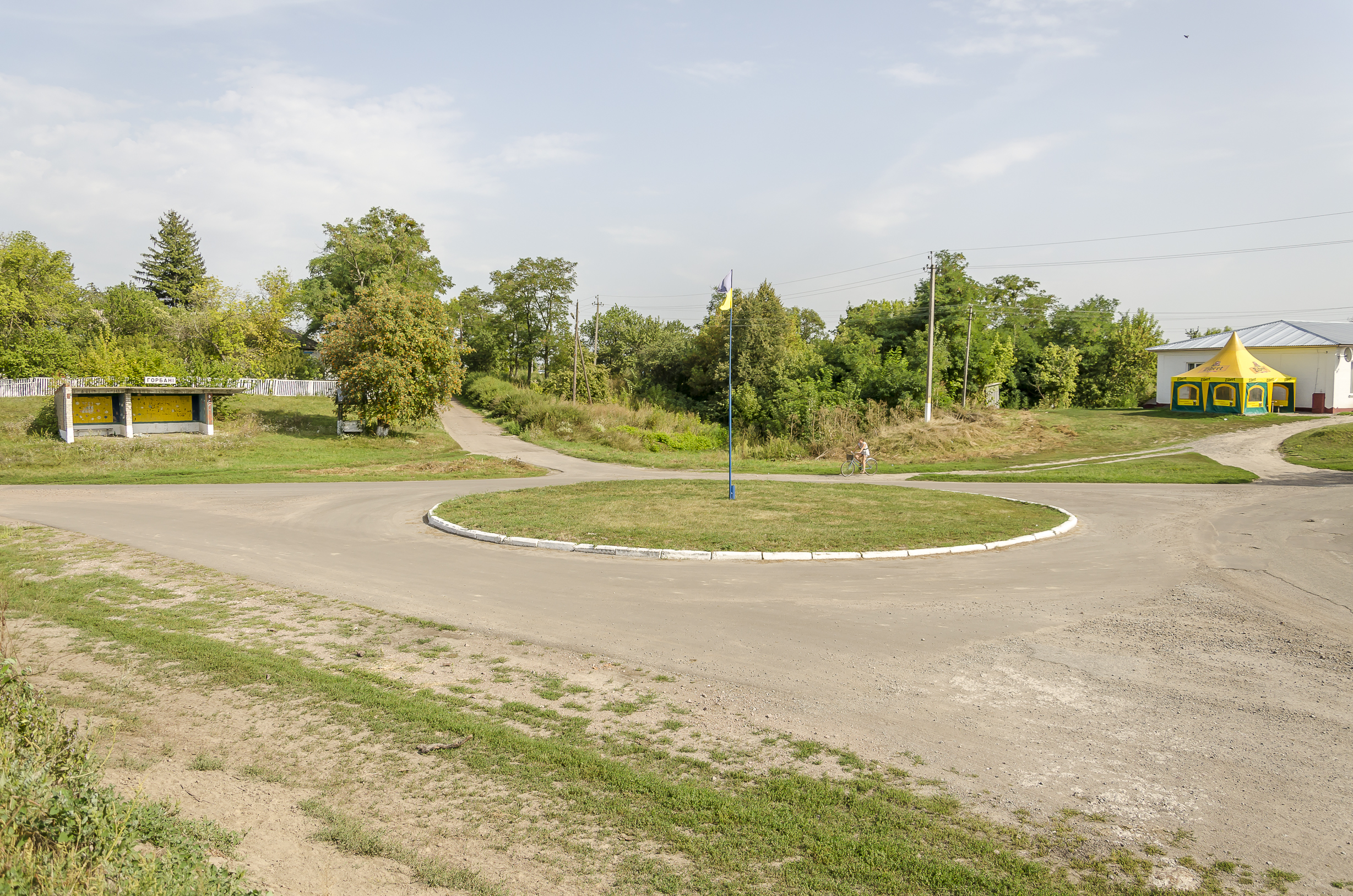
Центральное разворотное кольцо с остановкой пассажирского рейсового транспорта в селе Горбани Киевской области. В центре круга - флагшток с государственным флагом Украины.

Горбани́ (укр. Горбані)  — село в Переяслав-Хмельницком районе Киевской области, Украины.